# ガリレオ式望遠鏡

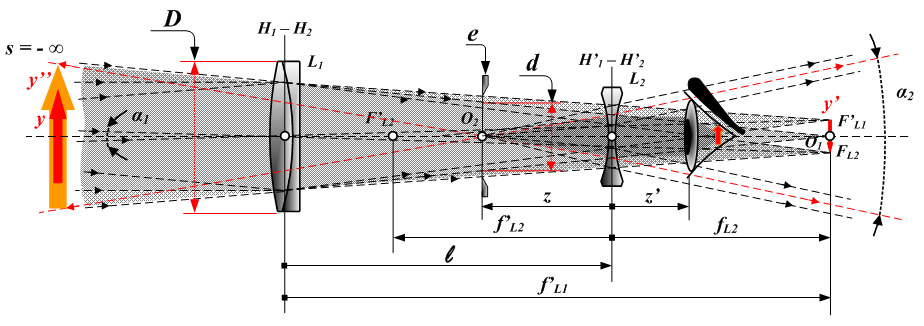
光路図

ガリレオ式望遠鏡（ガリレオしきぼうえんきょう、Galilean telescope ）は、 凸レンズの焦点の少し前に凹レンズを置くことで正立像を見る様式の望遠鏡。凸レンズによる倒立の実像を凹レンズで拡大し虚像をつくる。分類としては屈折望遠鏡の一種。
構造
対物レンズは凸、接眼レンズは凹レンズである。

## 歴史
発明
ザカリアス・ヤンセン（Zacharias Janssen ）が1590年に発明したとザカリアスの子が証言したとか、ヤーコプ・メチウス（Jacob Metius ）が作ったとも言われるが、証拠がはっきりしない。
ハンス・リッペルハイは1608年に世界最初の望遠鏡を発明し、10月2日に国会に対し30年間の特許申請をした。当時はスペイン、ポルトガルの旧勢力と、イギリス、フランス、オランダの新勢力が激しく対立している乱世であって望遠鏡に対する期待は非常に大きく、10月3日にはオランダ各州から国会議員が1人ずつ立ち会ってハーグのオラニエン親王邸塔上で公開実験が行われ、10月6日に「必ず国家の役に立つ道具になる」と判定され、オランダ国会は「国内用としてもう1本を水晶で作ってきたら300グルテンを支払う、さらに双眼用のもの2台を作れ、これは納入後に1台300グルテンを支払う。疑わしい点があるので特許権は与えない。製作法は固く秘密を守れ、外国向けは王侯貴族用に限るが、国会の承認なしには1本も作ってはならぬ」と申し渡した。
しかし軍事に関連した技術であり、2枚のレンズを組み合わせるという重要なヒントが特許申請により公知になってしまった以上、秘密を守るのは無理であって情報は急速に拡散した。1609年7月にガリレオ・ガリレイはヴェネツィア共和国パドゥア（現イタリアのパドヴァ）で「オランダで望遠鏡が発明された」という話を聞き、しばらく考えた末に平凸レンズと平凹レンズを一直線に配置すれば望遠鏡ができ、その倍率は平凸レンズの焦点距離を平凹レンズの焦点距離で割った数値になるだろうと思いついた。ガリレオは口径42mm、長さ2.4m、9倍の望遠鏡を自作し、ヴェネツィアのマーカス塔の上で政府高官を前に実演、その成功により年俸400ドゥカーテンを得、パドゥア大学（現パドヴァ大学）終身教授となった。

### ケプラー式望遠鏡との競合
その後に発明されたケプラー式望遠鏡が「倒立像」になるのが不便で、価格も高価でもあったため、17世紀の間は一般に「正立像」を得られるガリレオ式が使用された。
しかし、天体観測の進歩で高倍率が求められるようになると、倍率の二乗に反比例する形で視野が狭くなるガリレオ式は、倍率に反比例して視野が狭くなるケプラー式より不利であり、次第に置き換えられていくこととなった。
双眼鏡でも元はガリレオ式のレンズの組み合わせが用いられたが、現在ではケプラー式である凸レンズ2枚の組み合わせの間にプリズムを挟む「ポロプリズム式」が主流となっており、オペラグラスなど低倍率のものに残るのみとなっている。